# Andrzej Gawroński (satyryk)

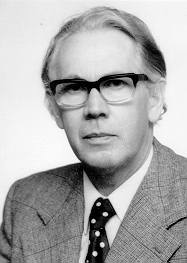
Andrzej Gawroński

Andrzej Rawita-Gawroński (ur. 13 lipca 1916 w Zakopanem, zm. 23 listopada 1997 w Melbourne) – polski satyryk, poeta, dziennikarz. 

## Życiorys
Andrzej Gawroński debiutował w 1938 r. w tygodniku humorystycznym Mucha.
Brał udział w kampanii wrześniowej, walczył w oddziale Ponurego. Jako pchor. Andrzej napisał słowa do kilku pieśni partyzanckich, m.in. My, kraj bez Quislingów. Po dwukrotnym aresztowaniu przez UB uciekł łodzią przez Bałtyk. W 1951 r. przybył do Australii. Pracował m.in. w stalowni i przędzalni wełny. W 1959 r. podjął pracę w szkolnictwie jako kontraktowy nauczyciel języka angielskiego. Pracując ukończył Arts na Uniwersytecie Melbourne i uzyskał tytuł Master of Education na Uniwersytecie Monasha. W 1975 r. jako członek państwowej komisji maturalnej stanu Wiktoria przeprowadzał pierwszą maturę z języka polskiego. Po przejściu na wcześniejszą emeryturę prowadził wykłady z literatury polskiej na Uniwersytecie Monasha. 
Pisał teksty i występował w kabaretach Wesoła Kookaburra i Perskie Oko. Działał w Polskim Kole Kulturalno-Artystycznym w Melbourne i w polskiej sekcji etnicznego Radia 3ZZ. Drukował m.in. w Tygodniku Polskim (Melbourne), Wiadomościach Polskich (Sydney), Kurierze Zachodnim (Perth) i paryskiej Kulturze. Należał do Australijskiego Instytutu Spraw Polskich.

## Publikacje
- Z kangurem pod rękę (Melbourne 1962)
- Do góry nogami (Melbourne 1981)
- Mój punkt widzenia (Toruń 1999) - wybór i opr. Bogumiła Żongołłowicz
- Zapiski z dwóch światów (Toruń 2001) - opr. Bogumiła Żongołłowicz